# Col de Sevi
Le col de Sevi (en corse Bocca à Seve) est un col de Corse entre Vico et les Deux-Sevi.
Il se situe sur l'ancienne RN 195, qui dessert Vico depuis Corte et Bastia par le col de Vergio. Il relie également Vico à Calvi par Porto puis les cols de Palmarella et de Marsolino.